# Riu Kunduz
El riu Kunduz és un curs fluvial de l'Afganistan.
Neix a la regió central de l'Hundu Kush on passa per Bamiyan i segueix cap al nord; a la part central passa per Baghlan i Pul-i Khumri, i és conegut com a Surkhab o Riu Roig; segueix al nord on recorre tota la província de Kunduz de sud a nord fins a desaiguar al Amudarià o Oxus que forma el límit de la província amb la república del Tadjikistan i que modernament és creuat per un pont a Sher Khan; poc abans del pont rep el seu afluent principal, el Wakhsh. El seu curs és de 480 km.
L'aigua del riu i dels seus afluents s'utilitza principalment per regar els camps.